# Richard Saran
Richard Saran (vollständiger Name Alexander Richard Saran; * 3. Oktober 1852 in Magdeburg, Königreich Preußen; † 5. Januar 1925 in Berlin) war ein deutscher Architekt und preußischer Baubeamter. Er arbeitete ab 1906 im Ministerium der öffentlichen Arbeiten und war an Entwurf und Planung vieler staatlicher Bauten, insbesondere Regierungspräsidien, beteiligt.
Richard Saran war der Vater der Publizistin Mary Saran, der Schwager des Diplomaten Johannes Kriege und der Onkel des Juristen Walter Kriege.

## Leben
Als Sohn eines Pfarrers in Magdeburg geboren, studierte Saran an der Berliner Bauakademie und bestand im Januar 1876 die abschließende Bauführer-Prüfung. Er arbeitete als Regierungsbauführer (Referendar im öffentlichen Bauwesen) in der Hochbauverwaltung der Stadt Berlin, bis er ca. 1881 das Staatsexamen zum Regierungsbaumeister (Assessor im öffentlichen Bauwesen) ablegte. Nach längerer Tätigkeit bei der Bezirksregierung Magdeburg und der Bezirksregierung Minden arbeitete er ab 1889 als Kreisbauinspektor in Wolmirstedt. 1896 wurde Saran zum Regierungs- und Baurat ernannt, zunächst arbeitete er mit diesem Rang in Königsberg (Ostpreußen), bis er 1901 nach Wiesbaden versetzt wurde.

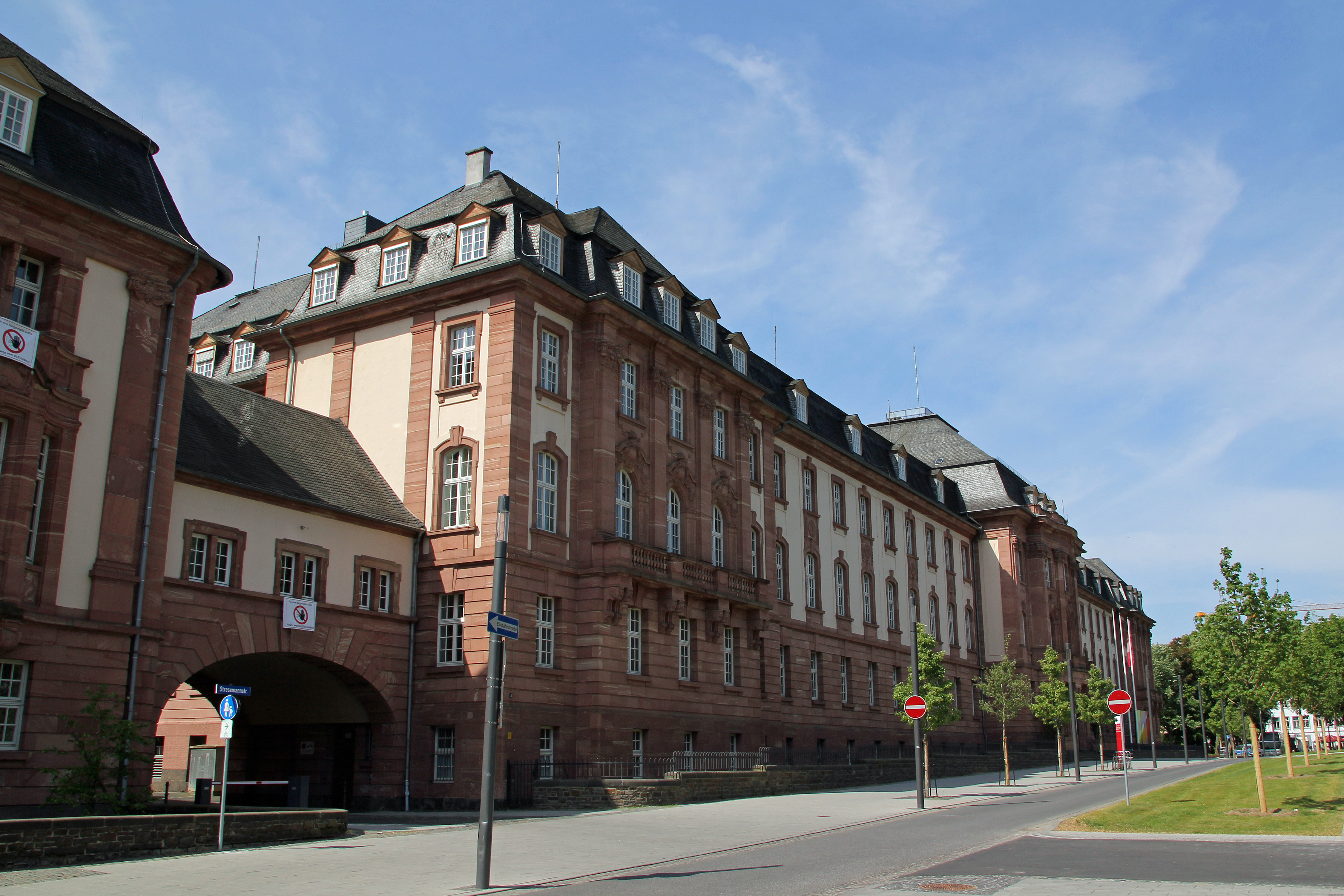
Dienstgebäude für das Oberpräsidium der Rheinprovinz in Koblenz

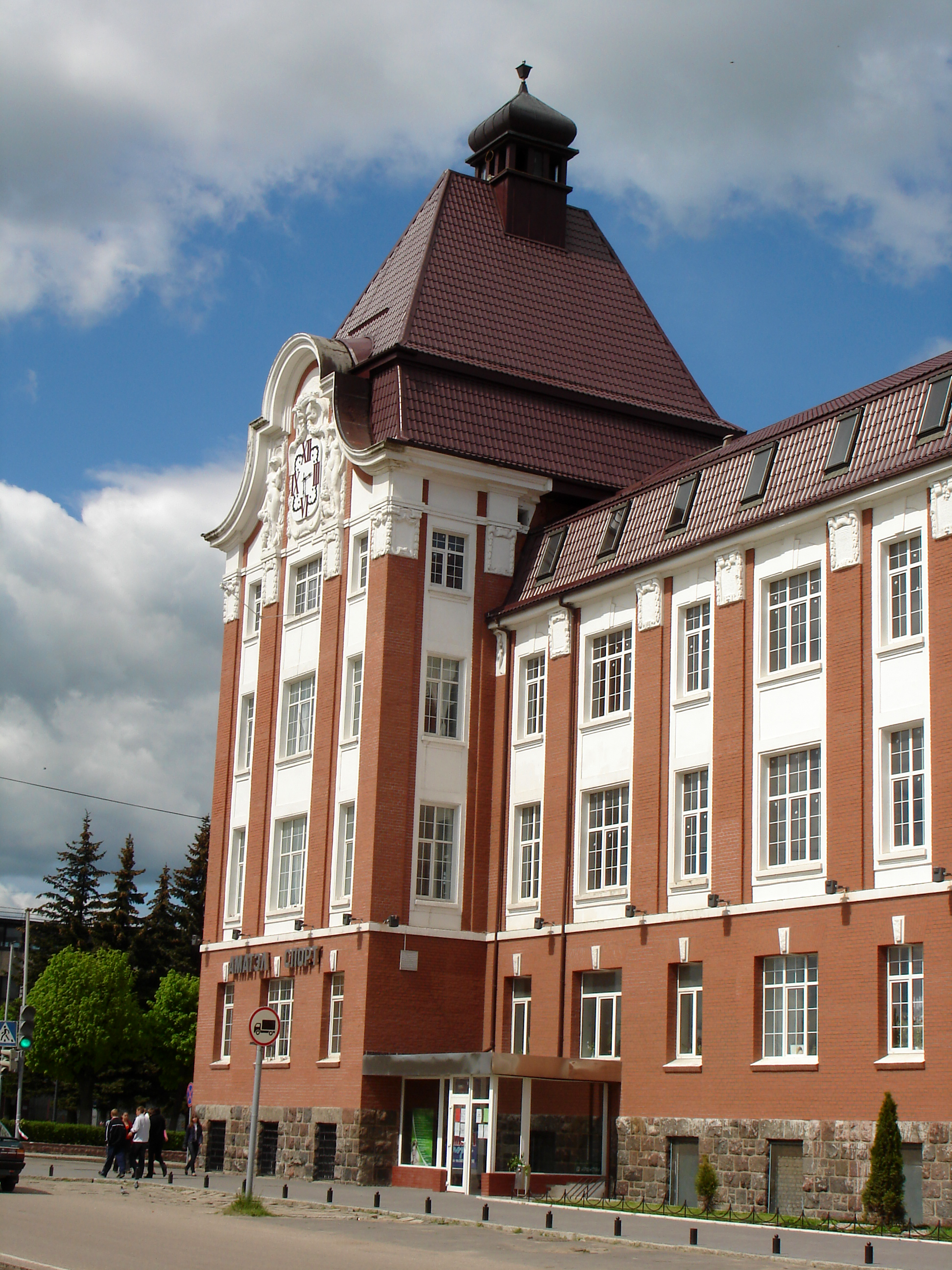
Erweiterungsbau des Regierungspräsidiums in Gumbinnen (1908–1910)

1906 wurde Saran als Vortragender Rat ins preußische Ministerium der öffentlichen Arbeiten berufen, wo er als Dezernent für die Bauangelegenheiten der Regierungspräsidien tätig war, zusätzlich betraute man ihn mit Aufgaben im Bereich des Personalwesens. Später war er außerdem mit den Bauangelegenheiten des Auswärtigen Amts und mit dem Referat über die Bauten der staatlichen Theater und Museen betraut. In letzterer Funktion geriet Saran 1912 bei den Planungen für das Neue Königliche Opernhaus in Berlin in die Schusslinie der massiven Kritik, die vor allem die freiberuflich tätigen Architekten an dem Vorgehen und den Planungen der Behörden übten. Während des Ersten Weltkriegs war er an den Planungen für den Wiederaufbau des zu Kriegsbeginn durch die Armee des russischen Zaren stark zerstörten Ostpreußens beteiligt. Sein letzter Dienstrang bzw. Titel war der eines Geheimen Oberbaurats. Zum 1. April 1919 wurde er in den Ruhestand versetzt.

## Auszeichnungen (Auswahl)
- Im Jahr 1911 wurde er, zu jener Zeit als vortragender Rat im Ministerium für öffentliche Arbeiten, mit dem Königlichen Kronen-Orden II. Klasse ausgezeichnet.[4]

## Bauten (Auswahl)
- 1907–1908: katholische Pfarrkirche St. Joseph in Eppenhain (Taunus)
- 1907–1909: katholische Pfarrkirche St. Josef in Frankfurt-Höchst
- 1907–1910: Verwaltungsgebäude des Oberpräsidiums der Rheinprovinz in Koblenz, Rheinanlagen (mit Dienstvilla des Oberpräsidenten)[5]
- 1908–1910: Erweiterungsbau der Bezirksregierung in Gumbinnen (Ostpreußen) (Gussew, Russland)
- 1908–1911: Verwaltungsgebäude der Bezirksregierung in Allenstein (Ostpreußen) (Olsztyn, Polen)[6]
- 1914/1915: Regierungsgebäude (so bis 1929), ab 1961 Rathaus in Arolsen